# Саморедагування
Саморедагувáння (авторське редагув́ання) — це етап текстотворення, який проводиться автором, для приведення тексту в завершений вигляд, а саме покращення змісту та форми з метою найдоступнішого та найточнішого донесення реципієнтам думки автора.

## Про поняття
Саморедагування є одним з етапів створення тексту. Його особливість полягає в поєднанні функцій автора та редактора: створення ідеї та вдосконалення тексту. Саморедагування — це не тільки виправлення граматичних та пунктуаційних помилок, а й глибокий аналіз змісту задля перевірки повноти розкриття задуму. При редагуванні смисл тексту повинен бути збереженим.
Саморедагування - це «глибоко самобутній ресурсонакопичувальний процес текстотворення, у результаті якого автор, повноцінно втілюючи особистий задум, гармонійно поєднується з реальністю, текстуально адаптуючись до її комунікативно-мовних та інших соціокультурних практик».
Велика українська енциклопедія містить таке визначення авторського редагування — це «самостійне редагування тексту автором, інтегроване в усі етапи текстотворення — від розроблювання задуму, словесного оформлення до шліфувального читання завершеного тексту».

## Школи редагування
Існують дві школи редагування: 
- «європейська»;
- «американська».

Перша створила такі умови, за якими автор необов’язково повинен володіти редакторськими навичками, оскільки всі його помилки та неточності виправлятимуться професіоналом у цій справі. Однак це розділення на автора та редактора може стати причиною появи неякісних видань, оскільки при редагуванні може втратитися стиль автора. Американська ж школа, навпаки, зобов’язує авторів вправно редагувати свої твори. З тими, хто не може підпорядкуватись таким правилам, видавництво не співпрацюватиме. В Україні найбільш поширена саме «європейська» школа.

## Види саморедагування
Виділяють два види саморедагування:  
- структурне;
- поведінкове.

При структурному предметом вивчення є усне мовлення, а при поведінковому — письмове 

## Етапи саморедагування
Саморедагування починається не з моменту перегляду завершеного твору (під завершеним у цьому випадку ми розуміємо не готовий варіант тексту, а лише закінчення письмової діяльності — викладу інформації), а зі створення задуму. Абстрактний задум повинен пройти певні етапи, щоб стати конкретним. Для цього повинна зародитися ідея, надалі слід переглянути джерела, зібрати необхідну інформацію та створити план. По суті шліфування думки є також частиною процесу — саморедагування. Міркування над метою, над способами подання, використання різноманітних прийомів — усе це впливає на текстотворення. Відображення в пам’яті вражень від навколишнього середовища створює певне підґрунтя для подальшого створення власного твору з урахуванням емоцій, що їх відчував автор у той момент. Задум — це завчасно продумана стратегія дій. Той самий план не завжди може бути викладений у письмовому вигляді, але завжди є в голові. Звичайно, при реалізації можливі певні зміни та корективи, додавання більше фактів тощо, це пов’язано з редагуванням задуму, тобто навіть певні композиційні зміни стають елементом авторського редагування. Таке редагування здійснюється свідомо та підсвідомо. Наступним етапом є розкриття задуму при написанні тексту. 
О. Гончар виділив такі етапи авторського редагування: підготовчий (збір матеріалів), налаштування, написання та відточення тексту. 
Процес редагування містить такі складники:
- ознайомлення з текстом (читання);
- редагування тексту ;
- оформлення відредагованого тексту;
- верстання;
- перевірка на наявність допущених помилок, відповідність теми, реалізації ідеї;
- перевірка на співвідношення оригіналу зі зверстаним варіантом;
- виправлення (при потребі).

Насамперед редактор, у нашому випадку автор, повинен проаналізувати створений ним текст, критично оцінити його та провести необхідні правки. Від жанру/завдання залежить і те, як проводитиметься редакційна робота. 

## Підходи до редагування
Одним з підходів до редагування є трансдисциплінарний, за яким редактор розглядає текст з різних сторін: на наявність орфографічних, граматичних, пунктуаційних, семантичних, логічних помилок. Також у цей список входить врахування суб’єктивного типу мислення автора, його поглядів. Текст ділиться на частини та досліджується. Цей підхід дає змогу проаналізувати текст та виділити основні проблемні місця, на які потрібно зосередити увагу редакторові. Наприклад, при перевірці наявності логічних помилок об’єкт дослідження стає саме зміст, а при пунктуаційних — окремі ділянки тексту.
Ще виділяють системний підхід до редагування саме наукового тексту. Для цього редактор не аналізує твір частинами, а редагує на основі цілісної картини висловленого в тексті. Цей системний підхід допомагає насамперед зосередитись на композиції та змісті. Таким чином вибудовується логічність та послідовність думки. Використання того чи іншого словосполучення залежить від загального посилу. При саморедагуванні найскладніше виявити саме помилки, створені суб’єктивним поглядом на проблему. Прикладом є речення, в яких потрібно позбутися синтаксичної омонімії. «Водій штовхав автобус з пасажирами». Чи автобус наповнений пасажирами, чи водію допомагали пасажири? Однобокий погляд прибирає наявність іншого варіанта, тому при саморедагуванні це треба обов’язково враховувати. Системний підхід допомагає простежити ланцюжок викладу думок, таким чином увага найбільше зосереджується саме на змісті, аніж на окремому аспекті (пунктуація, граматика тощо).

## Оцінка саморедагування
Зарубіжні фахівці стверджують, що авторське редагування не є якісним, оскільки автор не може повноцінно скорегувати текст. Доцільнішим є використання стороннього погляду на текст, а саме розділяти роботу автора та редактора. Було проведено дослідження серед учнів, які повинні були написати та відредагувати власні твори у три етапи: саморедагування, редагування однолітками, редагування вчителем. У підсумку було виявлено, що найкращим способом є останній, оскільки роботу перевіряє фахова людина. Саморедагування вважалось найменш ефективним. На це вплинули, насамперед, недостатньо поглиблені знання авторів з граматики. 
Проте часто українські відомі письменники власноруч редагували власні твори. Прикладом може слугувати діяльність О. Гончара. Те, що редактор є самим автором, не заважало йому створити багато взірцевих творів. На методику редагування написаної роботи впливало його власне бачення твору (передання глибинного сенсу та правдивості) та художній аспект (авторський стиль, використання троп). О. Довженко — відомий кінодраматург та письменник — також мав свій особливий стиль редагування: воно «завжди поєднувалось із надмірною самокритикою». Сталінські репресії змушували проводити ще й політичне редагування (на відповідність партії). 